# Notoxus postictus
Notoxus postictus är en skalbaggsart som beskrevs av Chandler 1978. Notoxus postictus ingår i släktet Notoxus och familjen kvickbaggar. Inga underarter finns listade i Catalogue of Life.